# Aivaras Baranauskas
Aivaras Baranauskas, né le 6 avril 1980 à Alytus, est un coureur cycliste lituanien. Il a commencé sa carrière en 2006 dans l'équipe française Agritubel, après avoir été champion de Lituanie sur route en 2005.

## Palmarès sur route

### Par années
- 1999
  - 3e de la Flèche du port d'Anvers
- 2001
  - Internatie Reningelst
- 2003
  - Grand Prix de Beuvry-la-Forêt
  - Grand Prix Marcel Kint
  - 3e du championnat de Lituanie sur route
- 2004
  - 2e étape du Tour de Bulgarie
  - Circuit du Port de Dunkerque
  - 3e du championnat de Lituanie sur route
- 2005
  -  Champion de Lituanie sur route
  - Classement général du Tour du Canton de Saint-Ciers
  - Grand Prix de Pérenchies
  - 3e étape du Tour de la Dordogne (contre-la-montre)
  - Classement général du Tour des Deux-Sèvres
  - 2e du Tour du Labourd
  - 3e du Tour de la Dordogne
- 2008
  - Grand Prix de Beuvry-la-Forêt

### Classements mondiaux
| Année           | 2005 | 2006 | 2007 | 2008   |
| --------------- | ---- | ---- | ---- | ------ |
| UCI Europe Tour | 208e | 352e | 465e | 1 217e |

## Palmarès sur piste

### Jeux olympiques
- Athènes 2004
  - 8e de la poursuite par équipes[5] (éliminé au premier tour[6]).

### Coupe du monde
- 2004
  - 1er de la poursuite par équipes à Moscou (avec Linas Balčiūnas, Tomas Vaitkus, Raimondas Vilčinskas)